# Roman einer jungen Ehe
Roman einer jungen Ehe ist ein deutscher Spielfilm der DEFA von Kurt Maetzig aus dem Jahr 1952. Der Film wurde für seine stark propagandistischen Züge kritisiert.

## Handlung
Im Jahr 1946 kommt die junge Schauspielerin Agnes Sailer von Dresden nach Berlin, um hier Theater zu spielen. Durch den Ausfall einer Schauspielerin wird sie sofort für die Rolle der Recha in Lessings Nathan der Weise engagiert. Den Tempelherrn spielt der charismatische Jochen Karsten, mit dem sie später auf Hamstertour geht und dem sie näher kommt. Noch vor der Premiere heiraten beide. Die Premiere wiederum wird von einem Zwischenfall überschattet: Der Regisseur des Propagandafilms Jud Süß, Hartmann, sitzt im Publikum und muss vom Intendanten Möbius des Saales verwiesen werden. Nur wenige Wochen später treten jedoch während des öffentlichen Prozesses gegen Hartmann zahlreiche Freunde Jochens für den Regisseur ein.
Zusammen stehen Agnes und Jochen schwere Zeiten durch, als Agnes für viele Wochen wegen einer Lungenentzündung kaum ansprechbar ist. Aus der  Viersektorenstadt wird bald eine geteilte Stadt. Agnes engagiert sich zunehmend in Ostberlin, was Jochen angesichts massiver Propaganda argwöhnisch werden lässt. Agnes jedoch argumentiert, dass die Mentalitäten in beiden Stadtteilen eben anders sind. Sie übernimmt in einem sozialistischen Film die Hauptrolle – bei der Premiere verlässt Jochen vorzeitig den Kinosaal und äußert sich anschließend so abfällig über die platte Propaganda des Stoffes, dass Agnes in Tränen ausbricht. In den Westberliner Zeitungen wird der Film von einem Bekannten Jochens verrissen, der sich bei der Premiere noch positiv über Film und Hauptdarstellerin geäußert hatte. Während Agnes ein Kulturprogramm zur Eröffnung der Neubauten an der Stalinallee erarbeitet, plant Jochen, bei einem Kulturabend aufzutreten, bei dem auch ein Mädchenchor aus Dresden singen soll – angeblich wurden sie aus der DDR gerettet, in Wirklichkeit aber entführt, wie die Ost-Berliner Zeitungen schreiben. Agnes bittet Jochen zunächst, nicht zu gehen,, und stellt ihn schließlich vor die Wahl: Entweder er bleibt oder die gemeinsame Ehe ist beendet. Jochen nimmt an der Veranstaltung teil, die nur halb besucht ist und muss am Ende erkennen, dass Agnes recht hatte. Die tritt bei der Festveranstaltung anlässlich der Einweihung der Neubauten an der Stalinallee auf, wie sie sich auch sonst sehr in verschiedenen Vereinigungen der DDR engagiert hat. Am Ende der Veranstaltung ist sie neben den Aktivisten die einzige, die ebenfalls einen Mietvertrag für eine der Neubauwohnungen erhält.
Jochen ist unterdessen in West-Berlin frustriert: Sein Theaterengagement wird gekündigt, weil Theaterleiter Plisch sich lieber dem Film zuwenden will. Er bietet Jochen am Tag seines Scheidungstermins eine Rolle an – als Nazi in einem Film, den Hartmann drehen soll. Jochen ist entsetzt und sagt ab. Auf der Straße sieht er kurz darauf, wie eine Gruppe, die sich gegen die Militarisierung einsetzt, in West-Berlin niedergeschlagen wird. Er hebt eines der Fähnchen mit der Friedenstaube auf und begibt sich zum Scheidungsrichter. Er gesteht Agnes, sich seit ihrer Trennung geändert zu haben, und übergibt ihr die Fahne. Gemeinsam gehen sie davon.

## Produktion
Roman einer jungen Ehe wurde 1951 im Studio Babelsberg mit Außenaufnahmen aus Ost-Berlin gedreht. Die Bauten schufen Otto Erdmann und Franz F. Fürst, Produktionsleiter war Alexander Lösche.
Der Film erlebte am 18. Januar 1952 im Berliner Kino Babylon und im DEFA-Filmtheater Kastanienallee seine Uraufführung. Im Jahr 1954 wurde er im Rahmen der Woche des deutschen Films in China gezeigt und lief 1957 auf der gleichen Veranstaltung auch in der Tschechoslowakei. Im Jahr 1991 war er Teil einer Retrospektive der Berlinale.
Der propagandistische Film setzt sich einseitig mit der Kulturpolitik in Ost und West auseinander, wobei reale Persönlichkeiten aus Kunst und Kultur als Folie für bestimmte Charaktere des Films dienten: Möbius stellt Wolfgang Langhoff dar, Burmeister ist Boleslaw Barlog und Regisseur Hartmann soll Veit Harlan darstellen. „[D]ie klischeehafte Darstellung wirkt ebenso peinlich wie der Jubel um Stalin und die nach ihm benannte Allee“, so Frank-Burkhard Habel rückblickend.

## Rezeption
Aufgrund der strikten Schwarz-Weiß-Zeichnung des Films – sogar Jean-Paul Sartres Stück Die schmutzigen Hände wird im Film von Agnes als antisozialistisch und Des Teufels General als militaristisch zurückgewiesen – wurde der Film selbst von Kritikern der DDR verrissen. „Leider wird bei uns noch sehr viel mit dem Holzhammer gemacht“, konstatierte Albert Wilkening 1952. Der Spiegel merkte ironisch an, dass „der Roman einer jungen Ehe des Nationalpreisträger-Regisseurs Dr. Kurt Maetzig (Ehe im Schatten) […] selbst den Linientreuesten zu fortschrittlich [war].“
Regisseur Kurt Maetzig sah sich angesichts der Kritik zu einer Stellungnahme gezwungen und meinte:

„Mit dem Film ‚Roman einer jungen Ehe‘ machten wir, das Kollektiv, welches diesen Film schuf, den künstlerischen Versuch, eines der größten Probleme, das heute jeden ehrlichen Deutschen bewegt, nämlich die Zerreißung unseres Vaterlandes und die Möglichkeit seiner Wiedervereinigung, zu gestalten. Wir wählten eine Ehegeschichte, weil sich in den beiden Ehepartnern gewissermaßen die beiden Teile unseres zerrissenen Vaterlandes ausdrücken lassen, weil ihre Liebe dem Zusammengehörigkeitsgefühl unseres Volkes entspricht, ihre Trennung der Trennung von Ost- und West-Deutschland zu vergleichen ist und weil wir schließlich in ihr die endliche Wiedervereinigung vollziehen können, die wir in der Wirklichkeit erst erkämpfen müssen.“

Für den film-dienst war Roman einer jungen Ehe ein „Propagandafilm, der die Geschehnisse in Berlin zwischen 1946 und 1951 aus strikter SED-Sicht darstellt […] Künstlerisch unbedeutend, ist der Film als authentisches Zeitdokument über die Hysterie und die daraus resultierenden Verfälschungen der Wahrheit im Kalten Krieg wichtig und aussagekräftig.“ Ebenso urteilte Filmkritiker Ralf Schenk, der Roman einer jungen Ehe 1994 als „künstlerisch hanebüchenes, politisch aber hochinteressantes Zeitdokument“ bezeichnete.
Auch der Filmhistoriker Detlef Kannapin betont im Rückblick den geschichtswissenschaftlichen Wert des Films als „Zeitdokument“; zwar sei die Propaganda dominant, dennoch sieht er zeitgenössisch aktuelle gesellschaftliche Vorgänge behandelt. Abgesehen davon jedoch scheitere der Film gewissermaßen am selbstgesetzten Propagandaanspruch: „Das problematische Unterfangen, der jungen DDR eine überzeugende Legitimation zu verleihen, wird [...] zum eigentlich prekären Thema des Films. Der Rechtfertigungsversuch ist deutlich zu erkennen – und mißlingt. Zu viele Dissonanzen mußten mit der angeblichen Fröhlichkeit des DDR-Lebens überspielt werden, so daß man dem Film die ‚Erfolge‘ am allerwenigsten abnimmt.“